# 生駒市立生駒小学校
生駒市立生駒小学校（いこましりついこましょうがっこう）は、奈良県生駒市にある公立小学校。2014年時点での生徒数は624名である。
土曜日、日曜日、祝日の少年野球が運動場を使用している時間帯と学童保育所開所時間のみ校庭と運動場の遊具を地域の子供たちの遊び場として開放している。

## 学校教育目標
「すくすく伸びろ生駒っ子！」

## 沿革
- 1874年（明治7年）5月20日 - 小学立本舎として開校。
- 1886年（明治19年）11月 - 山崎尋常小学校に改称。
- 1892年（明治25年）9月 - 生駒尋常小学校に改称。
- 1909年（明治42年）4月 - 高等科を併置し、生駒尋常高等小学校に改称。
- 1936年（昭和11年）9月 - 現在地に移転。
- 1941年（昭和16年）4月 - 生駒国民学校に改称。
- 1947年（昭和22年）4月 - 生駒町立生駒小学校に改称。
- 1966年（昭和41年）4月 - 生駒台小学校を分離。
- 1971年（昭和46年）10月 - 市制施行により、現校名に改称。
- 1974年（昭和49年）4月 - 生駒東小学校を分離。
- 1981年（昭和56年）4月 - 桜ヶ丘小学校を分離。
- 2014年（平成26年）5月 - 140周年記念式典。
- 2016年（平成28年）4月23日 - 読書の日に読書活動優秀実践校として文部科学大臣表彰を受賞[1]。

## 施設
- 亀や金魚のいる観察池がある[要出典]。

## 通学区域
- 生駒市[2]
  - 軽井沢町・北新町・新旭ケ丘・仲之町・西旭ケ丘・東旭ケ丘・東新町・本町・元町・門前町・山崎新町・山崎町

## 進学先中学校
公立中学校は
- 生駒市立生駒中学校
- 生駒市立緑ヶ丘中学校

## アクセス
- 近鉄奈良線東生駒駅から徒歩約5分

## 通学区域が隣接している学校
- 生駒市立生駒東小学校
- 生駒市立桜ヶ丘小学校
- 生駒市立俵口小学校
- （大阪府）東大阪市立石切東小学校